# Републикански път II-56
Републикански път II-56 е второкласен път, част от Републиканската пътна мрежа на България, преминаващ по територията на области Стара Загора и Пловдив. Дължината му е 100,1 km.
Пътят се отклонява надясно при 181,8 km на Републикански път I-5 в югозападната част на град Шипка и се насочва на югозапад през Казанлъшката котловина. Преминава през село Горно Сахране, пресича Републикански път I-6 при неговия 303,0 km, пресича и река Тунджа и достига до град Павел баня. От там пътят продължава по долината на Турийска река (десен приток на Тунджа), преминава през село Турия, завива на юг и продължава нагоре по долината на Турийска река. В изворната ѝ област, чрез прохода Свети Никола Републикански път II-56 преодолява Сърнена Средна гора, навлиза в Пловдивска област, слиза по южното подножие на планината и при село Розовец навлиза в Горнотракийската низина. Тук пътят последователно минава през село Зелениково, гред Брезово, кварталите „Генерал Николаево“ и „Парчевич“ на град Раковски и селата Стряма и Калековец. След село Калековец пътят пресича автомагистрала „Тракия“ при нейния 134,0 km и навлиза в североизточната част на град Пловдив, където в източната част на бул. „България“ се свързва с Републикански път I-8 при неговия 228,2 km.
От него наляво и надясно се отклоняват четири третокласни пътя от Републиканската пътна мрежа на България, в т.ч. 1 път с трицифрен номер и три пътя с четирицифрени номера:
- при 94,9 km, североизточно от град Пловдив — наляво Републикански път III-565 (43,9 km) до 8,6 km на Републикански път III-664, южно от село Партизанин;

- при 0,1 km, югозападно от град Шипка — наляво Републикански път III-5601 (7,6 km) през селата Шейново и Дунавци до 312,4 km на Републикански път I-6;
- при 36,1 km, в най-високата точка на прохода Свети Никола – наляво Републикански път III-5603 (28,5 km) през селата Горно Ново село, Долно Ново село, Найденово и Голям дол до село Братя Даскалови;
- при 62,4 km, в северната част на град Брезово — надясно Републикански път III-5604 (27,6 km) през селата Дрангово, Стрелци, Сухозем и Бегово до село Долна махала.

| Пътища, отклоняващи се надясно (населено място, № на пътя, посока на пътя) | км    | Пътища, отклоняващи се наляво (посока на пътя, № на пътя, населено място)                           |
| -------------------------------------------------------------------------- | ----- | --------------------------------------------------------------------------------------------------- |
| Община Казанлък, Област Стара Загора, I-5, 181,8 km, гр. Шипка →           | 0,0   | → гр. Шипка, 181,8 km, I-5, Област Стара Загора, Община Казанлък                                    |
|                                                                            | 0,1   | → 0,0 km, III-5601 (до с. Дунавци)                                                                  |
| (за с. Ясеново) общински път ←                                             | 5,1   | → общински път (за с. Шейново)                                                                      |
| (за с. Ясеново) общински път ←                                             | 7,8   | |
| Община Павел баня, (за с. Скобелево) общински път ←                        | 9     | → общински път (за с. Голямо Дряново), Община Павел баня                                            |
| с. Горно Сахране                                                           | 12,4  | → с. Горно Сахране, общински път (за с. Долно Сахране)                                              |
| (за с. Асен) общински път ←                                                | 13,1  | |
| (от ГКПП Гюешево) I-6, 303,0 km →                                          | 15,1  | → 303,0 km, I-6 (до гр. Бургас)                                                                     |
| гр. Павел баня                                                             | 19,4  | → гр. Павел баня, общински път (за с. Виден)                                                        |
| с. Турия                                                                   | 23,3  | с. Турия                                                                                            |
| Община Братя Даскалови                                                     | 36,1  | → 0,0 km, III-5603 (до с. Братя Даскалови), Община Братя Даскалови                                  |
| Община Брезово, Област Пловдив                                             | 43,2  | Област Пловдив, Община Брезово                                                                      |
| с. Розовец                                                                 | 49,6  | с. Розовец                                                                                          |
| (за с. Бабек) общински път ←                                               | 54,3  | |
| с. Зелениково                                                              | 56,4  | → с. Зелениково, общински път (за с. Чехларе)                                                       |
| (до с. Долна махала) III-5604, 0,0 km, гр. Брезово ←                       | 62,4  | гр. Брезово                                                                                         |
| гр. Брезово                                                                | 63,4  | ← гр. Брезово, 23,2 km, III-666 (от с. Плодовитово) ← гр. Брезово, 32,0 km, III-664 (от гр. Чирпан) |
| Община Раковски                                                            | 69,5  | Община Раковски                                                                                     |
| гр. Раковски, кв. „Ген. Николаево“                                         | 73,7  | → гр. Раковски, кв. „Ген. Николаево“, общински път (за с. Шишманци)                                 |
| (за с. Отец Кирилово) общински път, гр. Раковски, кв. „Ген. Николаево“ ←   | 75,1  | гр. Раковски, кв. „Ген. Николаево“                                                                  |
| гр. Раковски, кв. „Парчевич“                                               | 78,5  | → гр. Раковски, кв. „Парчевич“, общински път (за с. Шишманци)                                       |
| (за с. Момино село) общински път, с. Стряма ←                              | 81,1  | с. Стряма                                                                                           |
| Община Марица                                                              | 84,8  | Община Марица                                                                                       |
| (за с. Крислово) общински път, с. Калековец ←                              | 87    | с. Калековец                                                                                        |
| автомагистрала „Тракия“, 134,0 km →                                        | 89,6  | → 134,0 km, автомагистрала „Тракия“                                                                 |
| (за с. Войводиново) общински път ←                                         | 90,2  | |
| Община Пловдив .                                                           | 94,9  | → 0,0 km, III-565 (до 8,6 km на III-664), Община Пловдив → общински път (за гр. Пловдив)            |
| (от ГКПП Калотина) I-8, 228,2 km, гр. Пловдив →                            | 100,1 | → гр. Пловдив, 228,2 km, I-8 (до ГКПП Капитан Андреево - Капъкуле)                                  |